# Movri
Movri (græsk: Μόβρη) er en skovklædt bjergkæde i den regionale enhed Achaea, i periferien Vestgrækenland. Dets højeste punkt er 719 m over havets overflade.  Det dækker en del af de kommunale enheder Movri (opkaldt efter dette bjerg), Dymi, Larissos og Olenia, alle i Vest Achaea kommune. Det ligger omkring 30 km sydvest for Patras. Den højere bjergkæde Skollis ligger mod sydøst. Floden Larissos har sit udspring i Movri og løber mod vest.
Landsbyer omkring Movri er, fra nord med uret: Myrtos, Vythoulkas, Eleochori, Arla, Fostaina, Polylofo . Ano Velitses, Michoi, Agios Nikolaos Spaton, Mataragka, Riolos, Petas, Krinos .